# Play the Game (Film)
Play the Game (Alternativtitel: Play the Game – Ein Date Doktor für Grandpa) ist eine US-amerikanische Filmkomödie aus dem Jahr 2009. Regie führte Marc Fienberg, in den Hauptrollen sind Andy Griffith, Paul Campbell und Marla Sokoloff zu sehen.

## Handlung
Während er selbst versucht, die attraktive Julie für sich zu gewinnen, überzeugt der flirterfahrene David seinen greisen, verwitweten Großvater Joe, sich nach über sechzig Jahren nach einer neuen Frau umzusehen. Bald hat der Senior mehr Dates als sein Enkel und muss diesem helfen, Julie zurückzugewinnen.

## Hintergrund
Der 2012 verstorbene Andy Griffith ist hier in seiner letzten Rolle zu sehen.
Der Independentfilm spielte in den Kinos 659.483 US-Dollar ein.
In Deutschland wurde der Film am 19. Juni 2015 auf DVD veröffentlicht.

## Soundtrack
Beth Thornley – Lie

Jack’s Mannequin – Dark Blue

Ludo – Hum Along

Elizabeth & The Catapult – Race You

Ethan Gold – Pretty Girls

Barenaked Ladies – Sound of Your Voice

Marching Band – Gorgeous Behaviour

Rocky Votolato – Your Darkest Eyes

Emi Meyer – One Good Song

Sherwood – Best In Me

Leroy Osbourne – All I Want Is You

Michael Rossback – Don't Rush Me

Chelsea Williams – You Don't Wanna Know

John Gold – Cactus Flower

Dan Ferrari – Never Not Want You

Katelyn Tarver – Wonderful Crazy

Relient K – Must Have Done Something Right

Ludo – Laundry Girl